# كارلوس غوميز باريرا
كارلوس غوميز باريرا (بالإسبانية: Carlos Gómez Barrera)‏ هو سياسي مكسيكي، ولد في 1918، وتوفي في 1996. حزبياً، نشط في الحزب الثوري المؤسساتي.

## روابط خارجية
- كارلوس غوميز باريرا على موقع ميوزك برينز (الإنجليزية)